# Țufalău
Țufalău (węg. Cófalva) – wieś w Rumunii, w okręgu Covasna, w gminie Boroșneu Mare. W 2011 roku liczyła 222 mieszkańców.